# Panarói csata
A panarói csatát a Nápolyi Királyság vívta a Habsburg Birodalom ellen 1815. április 3-án. A Modena közelében, a napóleoni háborúk részeként lezajlott ütközetben a nápolyi sereg legyőzte az osztrákokat.

## Előzmények
Bonaparte Napóleon 1815. március 1-jén Franciaországba érkezett elbai száműzetéséből, és hívei kíséretében Párizsba indult, hogy visszaszerezze a hatalmat. A volt császár március 20-án érte el a fővárost. Visszaérkezésének hírére ismét szervezkedni kezdtek ellenfelei, mert úgy gondolták, hogy addig nem lesz béke, amíg Bonaparte vezeti Franciaországot. Anglia, Poroszország, Oroszország, Ausztria és a kis német államok azonnal megkezdték a készülődést az elkerülhetetlen összecsapásra. Úgy számoltak, hogy májusra sikerül felállítaniuk egy ötszázezres sereget. Franciaországban is megkezdődött a toborzás.
A Nápolyi Királyság uralkodója, Joachim Murat, Bonaparte sógora bizonytalan helyzetben volt, ugyanis a Bourbonok, Nápoly korábbi urai visszautasították, hogy elismerjék a szuverenitását. Bonaparte visszatérése azonban ösztönzően hatott a királyra, aki bizonyos volt abban, hogy az Itália északi részét uraló osztrákok ellene készülődnek, és Murat úgy döntött, ő támad elsőnek. Serege 82 ezer katonából, köztük hétezer lovasból állt. Hat hadosztályt állított fel, amelyek átlagosan 12-15 ezer emberből álltak. Murat kilencven ágyúval rendelkezett.
Murat áthaladási engedélyt kért a Pápai államon keresztül észak felé, amit XII. Leó pápa elutasított. Március 22-én a nápolyi seregek átlépték a határt, és a genovai területre menekülő pápa nevében Giulio Maria della Somaglia bíboros tiltakozott az erőszakos lépés miatt. Murat Ancónában rendezte be főhadiszállását. A sereget Michele Carrascosa tábornok hadosztálya vezette Bologna felé. Őt Giuseppe Lechi és Ambrosio hadai követték. A három egységnek összesen harminc lövege volt. Március 29-én Murat Riminibe helyezte át főhadiszállását, majd 30-án kiadott egy felhívást az olasz függetlenségről.
Murat közeledésének hírére feléledtek az osztrákellenes függetlenségi mozgalmak Észak-Olaszországban. A hatóságok sok embert őrizetbe vette. Heinrich von Bellegarde osztrák tábornagy Johann Frimont tábornokot nevezte ki a Habsburg-csapatok élére, aki Piacenzában állította fel főhadiszállását. Az osztrák csapatok Piacenza és Casalmaggiore között gyülekeztek azzal a céllal, hogy megvédjék a Pó vonalát, amíg további erősítést nem kapnak.

## Az ütközet
Március 30-án Savigno és Cesena között összecsapott a nápolyi sereg az osztrák elővéddel, és a Vinzenz Ferrerius von Bianchi által vezetett osztrák csapatok kénytelenek voltak visszavonulni. Április 1-jén Murat és vezérkara átköltözött Faenzába, majd másnap Bolognába. Bianchi Modenáig hátrált, ahol védekező pozíciót vett fel a Panaro-folyó előtt. Április 3-án Carrascosa megpróbált átkelni a folyó hídjain, de az osztrákok visszaverték két átkelőnél is. Végül Castelfranco Emiliánál átjutott a túlsó partra, és rátámadt Bianchi állásaira. Miközben az osztrák centrumban heves harcok folytak, Murat harcba küldte Pietro Colletta tábornok csapatait, akik megtámadták a Habsburgok jobbszárnyát. A létszámhátrányban lévő osztrákok megfutamodtak. Amikor újabb nápolyi csapatok érkeztek Bolognából, az osztrákok visszavonultak a bentivogliói csatorna mögé és a borgofortei Pó-hídhoz.

## Következmények
Az ütközet megnyerésével a nápolyiak előtt megnyílt az út Modena, Carpi és Reggio felé, amelyet Carrascosa katonái gyorsan elfoglaltak. Murat Lecchivel és Ambrosióval Ferrara és az occhiobellói Pó-híd felé haladt tovább.